# Suisio
Suisio är en ort och kommun i provinsen Bergamo i regionen Lombardiet i Italien. Kommunen hade 3 816 invånare (2018).